# Jawai
Jawai é uma cidade  no distrito de Jaintia Hills, no estado indiano de Meghalaya.

## Demografia
Segundo o censo de 2001, Jawai tinha uma população de 25,023 habitantes. Os indivíduos do sexo masculino constituem 49% da população e os do sexo feminino 51%. Jawai tem uma taxa de literacia de 76%, superior à média nacional de 59.5%: a literacia no sexo masculino é de 77% e no sexo feminino é de 75%. Em Jawai, 17% da população está abaixo dos 6 anos de idade.